# Vanadinit
A vanadinit (más néven johnstonit vagy vanadát) a foszfát- és rokon ásványok osztályának apatitcsoportjába tartozó ólom-vanadát ásvány, összegképlete Pb5(VO4)3Cl. A vanádium egyik legfontosabb érce, de másodlagosan ólom kinyerésére is felhasználják. Nagy sűrűségű, törékeny ásvány, mely rendszerint vörös, hatszögletű kristályokban fordul elő. Ritka ásvány, az ólomércek, például galenit oxidációjával keletkezik.
Mexikóban fedezték fel 1801-ben, de később tártak fel lelőhelyeket Dél-Amerikában, Európában, Afrikában és Észak-Amerika más pontjain is. A legszebb, vörös kristályok Arizona állam (Amerikai Egyesült Államok) ólomérc-teléreiből kerülnek felszínre.

## Eredete

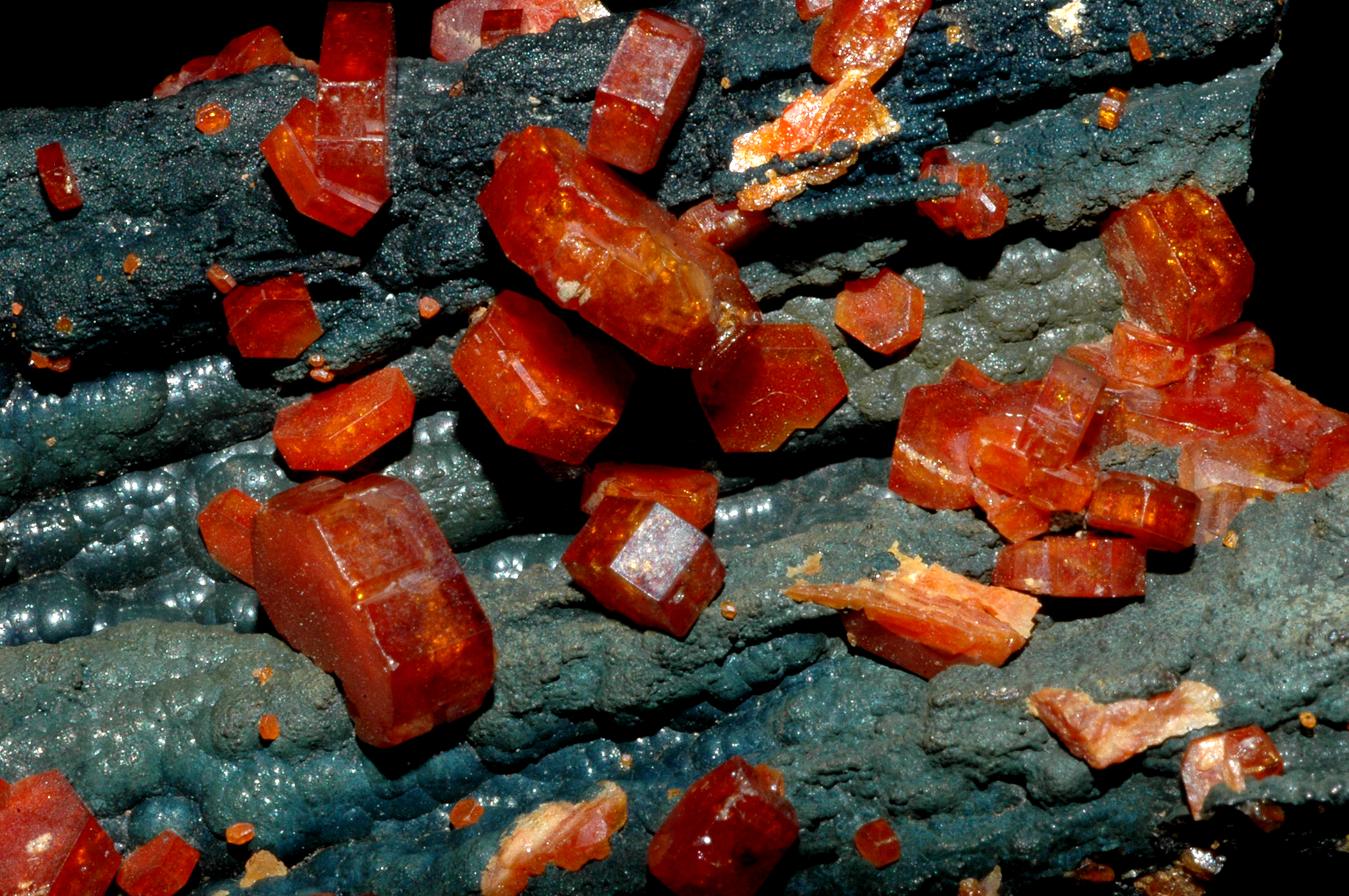
A vanadinit gyakran ólom-szulfiddal együtt fordul elő

A vanadinit ritka ásvány, csak prekurzor ásvány kémiai módosulataként fordul elő, emiatt másodlagos ásványként tartják számon. Száraz éghajlaton keletkezik ólomásványok oxidációjával. A vanadinit gyakran fordul elő ólom-szulfiddal, azaz galenittel, de ásványtársulást alkothat még a wulfenittel, a limonittal és a barittal is.
A vanadinitet 1801-ben fedezte fel Mexikóban Andrés Manuel del Río spanyol mineralógus. Az ásványt „barna ólom”-nak nevezte és hangoztatta, hogy egy új elemet tartalmaz, melyet először pankroniumnak (pancromium), majd eritroniumnak (erythronium) nevezett el. Később azonban del Río vélni kezdte, hogy mégsem egy új elemről van szó, hanem pusztán a króm egy szennyezett formájáról. 1830-ban Nils Gabriel Sefström egy új elemet fedezett fel, melyet vanádiumnak nevezett el. Később kiderült, hogy ez azonos a del Río által felfedezett fémmel. 1838-ban del Río „barna ólom”-ját ismét megtalálták a mexikói Zimapanban, Hidalgo államban és vanadinitnek nevezték el magas vanádiumtartalma miatt. A vanadinit ismert még johnstonit és vanadát néven is.

## Előfordulása
A vanadinit másodlagos ásványként fordul elő az ólomtartalmú érctelérek oxidált zónájában, az úgynevezett „vaskalap”-ban vagy gosszánban, ahová a vanádium a szilikátos mellékkőzetekből oldódik be. Számos ásvány társulhat a vanadinittel, például a mimetit, a piromorfit, a deszkloizit, a mottramit, a wulfenit, a cerusszit, az anglesit, a kalcit, a barit és számos vas-oxid ásvány.
A vanadinit világszerte előfordul, telérek találhatók Ausztráliában, Spanyolországban, Skóciában, az Urálban, Dél-Amerikában, Namíbiában, Marokkóban, Argentínában, Mexikóban és az Egyesült Államok négy államában: Arizonában, Coloradóban, Új-Mexikóban és Dél-Dakotában.
Eddig világszerte több mint 400 bányában találtak vanadinit ércet. A legfontosabb lelőhelyek a következők: Mibladen (Marokkó), Tsumeb (Namíbia), Córdoba (Argentína), Sierra County (Új-Mexikó), Gila County (Arizona) és Touisset (Marokkó), néhány kevésbé fontos, de megemlítendő lelőhely: Obir (Karintia), Berezovszk (Szibéria), Zimagan (Mexikó). Magyarországon a kaposvári állandó ásványkiállításon tekinthető meg marokkói vanadinit.

## Szerkezete
A vanadinit ólom-klorovanadát, összegképlete Pb5(VO4)3Cl. Tömeg szerinti megoszlásban 73,15% ólom, 10,79% vanádium, 13,56% oxigén és 2,50% klór alkotja. Minden elemi cellában a középen elhelyezkedő kloridiont (Cl−) egy szabályos oktaéder csúcsaiban elhelyezkedő hat, kétértékű ólomion (Pb2+) vesz körül, ahol az egyik ólomion egy szomszédos vanadinitegységhez kapcsolódik. A klorid- és az ólomionok közötti távolság 3,17 Å, az ólomionok közötti legrövidebb távolság 4,48 Å. Az oktaéder két ellentétes oldalával kapcsolódik a szomszédos vanadinitegységekhez, oktaéderek folyamatos láncát létrehozva. Minden vanádiumcentrumot négy oxigén vesz körül egy szabálytalan tetraéder csúcsaiban állva. A vanádium és az oxigén közötti távolság 1,72 és 1,76 Å között mozog. A lánc minden ólom oktaéderéhez három oxigén tetraéder kapcsolódik.
A vanadinit hexagonális kristályszerkezetű, s e belső felépítés gyakran visszatükröződik a kristályok hatszögletű alakjában. A kristályok általában rövid, hatszög alakú prizmák, de lehetnek hatszögletű piramisok, lekerekített csomók vagy héjszerű formák is. A vanadinit elemi cellája hexagonális prizma, mérete pedig szobahőmérsékleten {\displaystyle a} = 10,3174 Å, {\displaystyle c} = 7,3378 Å, ahol {\displaystyle a} a hatszög egy oldalának hossza, {\displaystyle c} pedig a prizma magassága. Egy elemi cella térfogata – a V = a2c sin(60°) képlet alapján – 676,45 Å3.

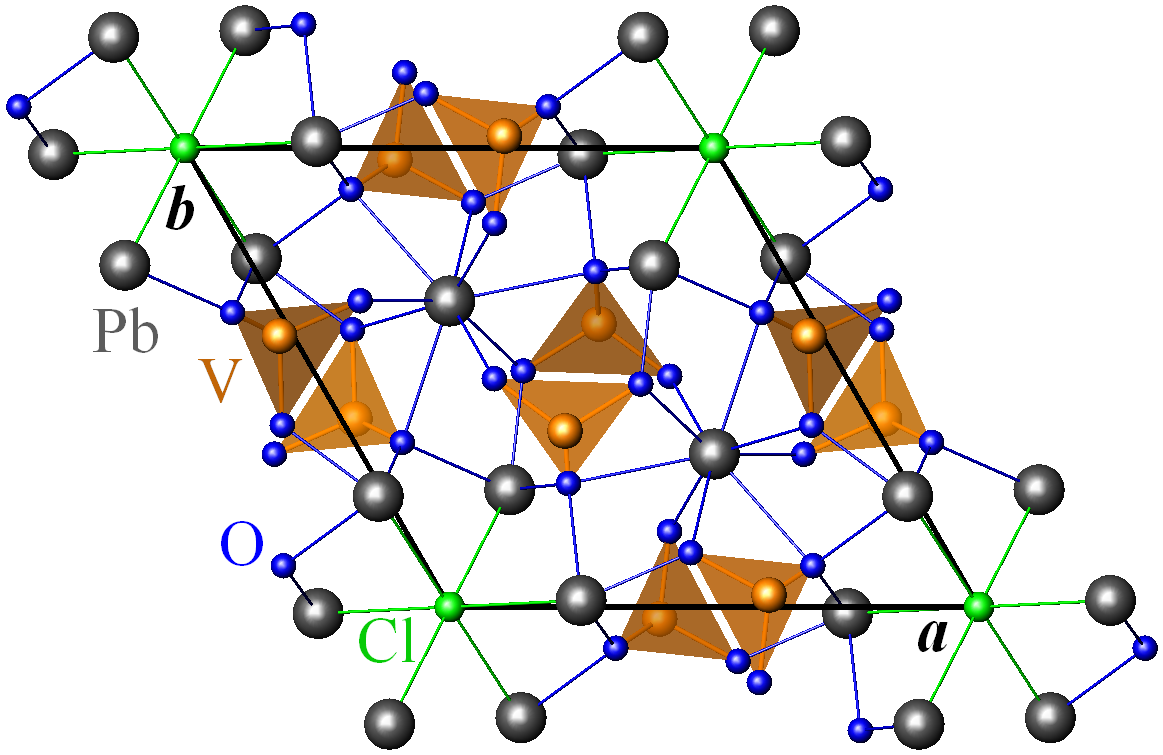
A vanadinit kristályszerkezete

## Fizikai tulajdonságai
A vanadinit az apatitcsoport tagja a foszfátásványokon belül és kémiai sort alkot a piromorfit (Pb5(PO4)3Cl) és mimetit (Pb5(AsO4)3Cl) ásványokkal, mindkettővel szilárd oldatot képezhet. Bár a legtöbb kémiai sor fémionok helyettesítésén alapul, ebben a sorban anionok helyettesítése történik; foszfát (PO3−4), arzenát (AsO3−4) és vanadát (VO3−4). A vanadinit leggyakoribb szennyezői a foszfor, az arzén és a kalcium, melyek a vanádium izomorf helyettesítői. A magas arzéntartalmú vanadinit endlichit néven ismert.
Az ásvány általában élénkvörös vagy pirosas narancsszínű, de néha barna, vörösbarna, sárga, szürke vagy színtelen. A szokásostól eltérő színű példányok keresettek az ásványgyűjtők körében. Porának színe sárga vagy barnássárga. A vanadinit lehet átlátszó, áttetsző vagy átlátszatlan, fénye a gyantafényűtől a közel gyémántfényűig terjed. A vanadinit anizotróp, törésmutatója – iránytól függően – 2,350 és 2,416 közötti, ami 0,066-os kettős törést eredményez.
A vanadinit nagyon törékeny, széttörése esetén apró, konkoidális töredékekre esik szét. Keménysége 3–4 körüli a Mohs-féle skálán, hasonló egy rézérmééhez. Az áttetsző ásványok között különösen nehéz, moláris tömege 1416,27 g/mol, sűrűsége 6,6 és 7,2 g/cm³ között változik a szennyezésektől függően.

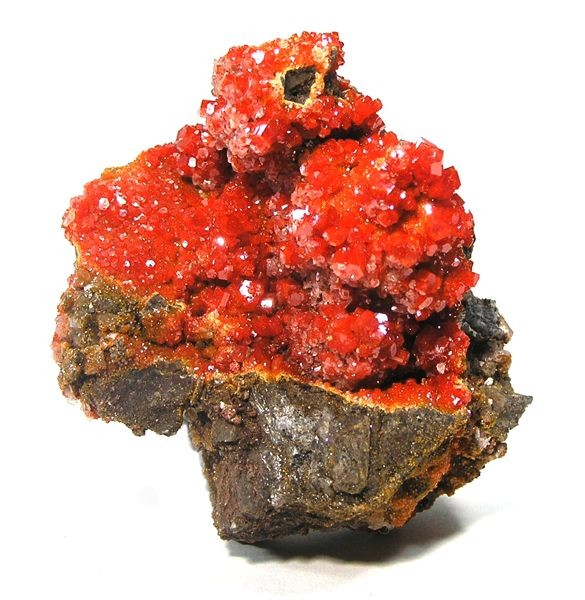
Nagyon élénk színű vanadinitkristályok
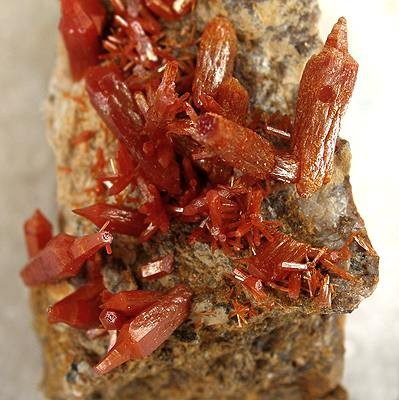
Piramisformájú és tűszerű kristályok
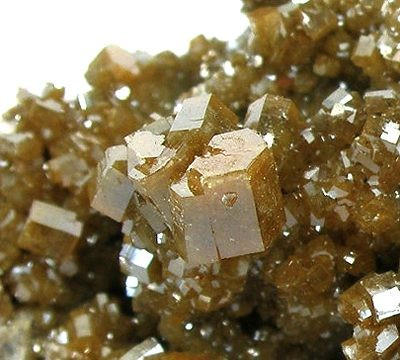
Sárgásbarna vanadinit
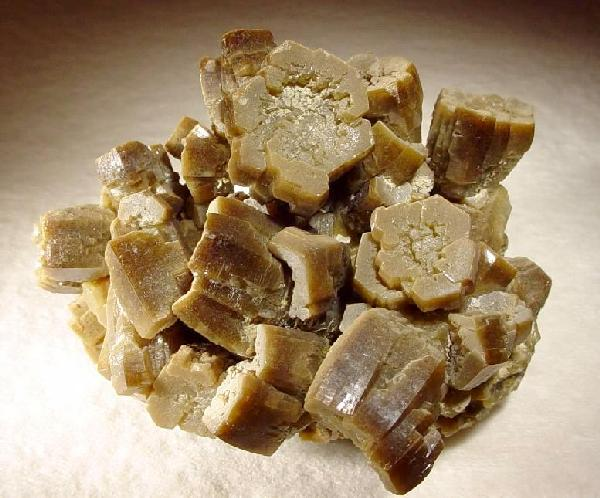
Szürkésbarna vanadinit
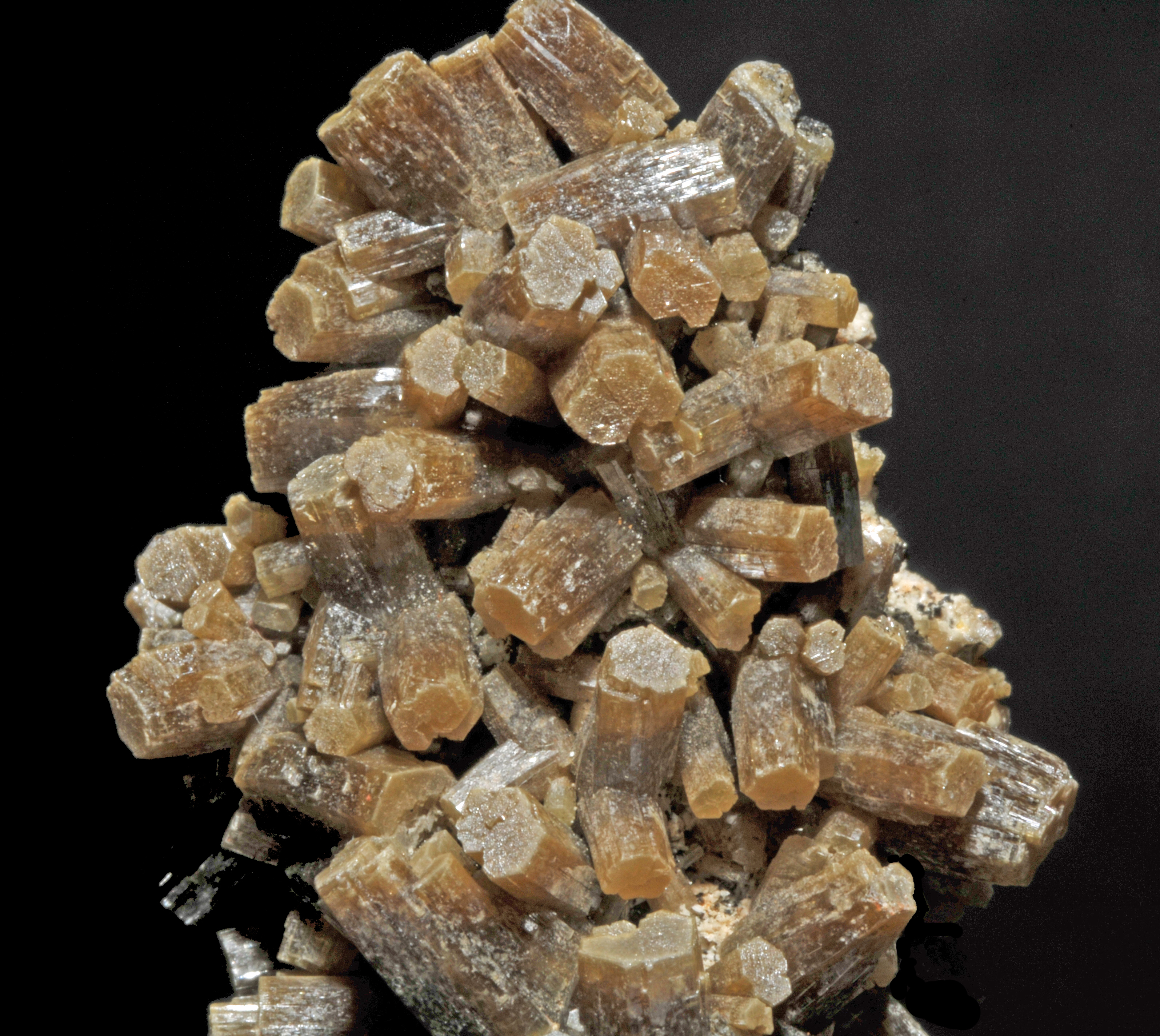
Endlichit Marokkóból

## Felhasználása
A carnotit és a roszkoelit mellett a vanadinit az egyik legfőbb ipari érce a vanádiumnak, melyet pörköléssel és olvasztással nyernek ki az ércből. Alkalmanként ólom forrásaként is használják. A vanádium kinyerésének gyakori módszere a vanadinit nátrium-kloriddal (NaCl) vagy nátrium-karbonáttal (Na2CO3) való hevítésével kezdődik 850 °C-on, ahol nátrium-metavanadát (NaVO3) képződik. A nátrium-metavanadátot vízben feloldják, majd ammónium-kloriddal (NH4Cl) reagáltatják. A reakció során narancssárga színű ammónium-metavanadát (NH4VO3) képződik, mely megolvasztva nyers vanádium-pentoxiddá (V2O5) alakul. A vanádium-pentoxidot kalciummal redukálva kapják a tiszta vanádiumot.

## Fordítás
- Ez a szócikk részben vagy egészben  a   Vanadinite című angol Wikipédia-szócikk ezen változatának fordításán alapul.  Az eredeti cikk szerkesztőit annak laptörténete sorolja fel. Ez a jelzés csupán a megfogalmazás eredetét és a szerzői jogokat jelzi, nem szolgál a cikkben szereplő információk forrásmegjelöléseként.